# Wassoulou

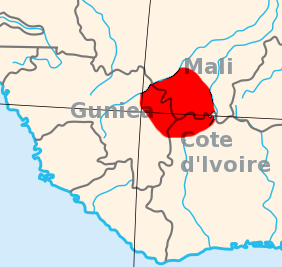
Rozloha regionu Wassolou

Wassoulou nebo Vasulu je historický a kulturní region v západní Africe. Leží v povodí řek Niger a Sankarani, zasahuje na území států Guinea, Mali a Pobřeží slonoviny. Největším městem je Yanfolila. Žije zde asi 160 000 obyvatel, převážně Mandinkové, Fulbové a Mandéové, hovořící wassoulským dialektem. Vyznávají z devadesáti procent islám, jehož podoba je ovšem značně ovlivněna původním animismem.
Oblast je známá jako rodiště stejnojmenného hudebního žánru, pro který je charakteristické používání hudebních nástrojů ngoni a djembe a pentatonická stupnice. Hudba wassoulou se vyvinula z loveckých písní a její moderní podoba je spojena s významnými osobnostmi uznávanými i mimo Afriku, jako jsou zpěvačky Fatoumata Diawara a Oumou Sangaré nebo soubor Bamba Wassoulou Groove. V Yanfolile se na tuto hudbu specializuje rozhlasová stanice Radio Wassoulou.

## Říše Wassoulou

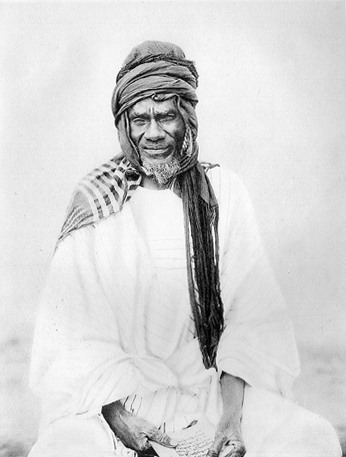
Samory Touré

V roce 1878 založil náčelník Samory Touré ve městě Bissandougou říši nazvanou Wassoulou, která sjednotila místní muslimy a bránila se invazi francouzských kolonialistů až do roku 1898.